# 杉井幸一
杉井幸一（羅馬化：Sugii Kōichi；1906年-1942年），日本乐队领班、作曲家、编曲人、指挥家、创作歌手、手风琴演奏家与录音艺人；被认为是日本爵士乐的先驱人物。他的音乐编排巧妙地融合了东亚音乐与欧美音乐的风格，将美国的管弦爵士乐、日本的歌謠曲与中国民乐相结合，创造出一种复杂多样、旋律优美的音乐风格。一位研究者其为“日本战前与和战时爵士乐中最具吸引力的原创风格之一”，另一位研究者则称之为日本“战时爵士乐的巅峰”。

## 个人生平
1906年，杉井幸一出生于日本东京。他的母亲擅用三味线伴奏，演唱日本的传统歌谣，这使他自幼便深受日本传统音乐的熏陶。在后来的创作生涯中，杉井幸一大量地将日本传统音乐元素融入到爵士乐中。
杉井幸一曾师从一位加拿大人学习钢琴，并爱上了西方古典音乐、爵士乐与電影音樂。1930年，杉井幸一自东京帝国大学毕业，随即进入大阪商船株式会社，被派往阿根廷工作。在布宜诺斯艾利斯，这位年轻的商业主管爱上了探戈，并意识到音乐是自己的志趣所在。1934年，杉井幸一回到日本，在一家电影制片厂从事作曲与录音工作。1935年，杉井幸一加入了桜井潔的探戈乐队。
1936年，杉井幸一同國王唱片公司签约，首次以手风琴演奏家与歌手的身份录制唱片。1938年，他作为常驻编曲人，指挥国王新奇乐团（キング・ノベルティ・オーケストラ），并推出国王唱片公司的“沙龙音乐系列”。该系列唱片（共15张、30首录音）推出后，便在日本国内掀起“沙龙音乐”的潮流。这些录音以各种不同的名号传播，如“国王沙龙乐团”、“国王爵士乐队”、“杉井手风琴手风琴乐团”、“新秩序节奏乐团”（使用于广播电台）等。除了指挥乐团演奏之外，杉井幸一还负责作曲与编曲，并亲自演奏手风琴、班多钮琴与钢琴，偶尔在部分录音中献唱。
杉井幸一创造性地将爵士乐与搖擺樂元素与东亚传统音乐相结合，并以此闻名。在日本法西斯主義与仇外情绪日益高涨的1930-1940年代，他试图创造出一种独特的、具有民族色彩的“日本式”爵士乐，以规避政府的审查与压制。
杉井幸一曾在音乐会、电影院与广播中演出，并在其短暂的职业生涯中取得了商业成功。然而，在1941年12月8日，杉井幸一因急性肾炎住院，并于1942年4月5日病逝，年仅36岁。

## 音乐档案
杉井幸一于1936年至1941年间发行了数十张唱片，但他的作品极少再版。2011年，档案数字化厂牌Radiophone Archives整理了他的51首录音，将其编入《Japanese Jazz And Salon Music Vol.1-3 (1936-1941)》。这三张专辑收录了他已知的大部分合奏与独奏录音，这些乐曲录制自原始的78转唱片，其中有许多唱片较为稀有。

## 部分作品
| 年份 | 标题                       |
| ---- | -------------------------- |
| 1936 | 追分                       |
| 1936 | チンライ節                 |
| 1937 | ジプシー・ドリーム・ローズ |
| 1937 | 母子船頭歌                 |
| 1939 | 歓喜の歌                   |
| 1940 | 谷間の灯ともし頃           |
| 1940 | 大漁節                     |
| 1940 | 木曾節                     |
| 1941 | 鹿児島小原節               |
| 1941 | 串本節                     |

### 引用
1. 1 2 3  Pope 2003，第345頁.
2. ↑  Atkins 1997，第165頁.
3. 1 2  Atkins 1997，第138頁.
4. ↑  Atkins 1997，第125頁.
5. ↑  Pope 2003，第345,348頁.

### 文献
- Atkins, E. Taylor.  (PhD论文). University of Illinois at Urbana-Champaign. 1997.
- Pope, Edgar.  (PhD论文). University of Washington. 2003.